# La Torreta (Olius)
La Torreta o el  Castell d'Olius és un monument protegit com a bé cultural d'interès nacional del municipi d'Olius (Solsonès). Assentat damunt un single rocallós vers el costat nord-oriental del municipi d'Olius en la conca alta del riu Cardener forma part del conjunt constituït per la Torreta, l'església romànica de Sant Esteve d'Olius i el singular cementiri gaudinià.

## Descripció
És una masia fortificada de planta rectangular, amb teulada d'una sola vessant i orientada nord-sud. S'arrapa a una roca des de la qual el terreny cau en fort desnivell cap a la vall. Porta allindanada rectangular i finestres al primer pis i a les golfes. Al primer pis, algunes de les finestres conserven els trets gòtics anteriors. Es veu en la construcció que la casa ha estat feta en tres moments diferents. Parament de pedres tallades i enfilades.
Es troben construccions en tres moments diferents. A llevant hi ha una petita torre de planta rectangular d'uns 10 m d'alçada. Per les característiques de l'aparell constructiu es pot datar de vers el segle xiii. En un moment plenament gòtic, a ponent d'aquesta torreta fou afegida una altra construcció i, ja en l'edat moderna, encara s'adossa a aquest segon edifici, més cap a ponent, una tercera construcció. Algunes finestres del primer pis, conserven els trets gòtics anteriors.
A l'interior hi ha, a la planta baixa, una sala de planta rectangular coberta amb volta de canó a full de llibre i construïda d'argamassa. Els seus murs sobrepassen un gruix de 72 cm. Aquesta sala és en comunicació amb dues dependències que donen vers migjorn. Aquestes construccions coincidirien amb la construcció romànica antiga.

## Història

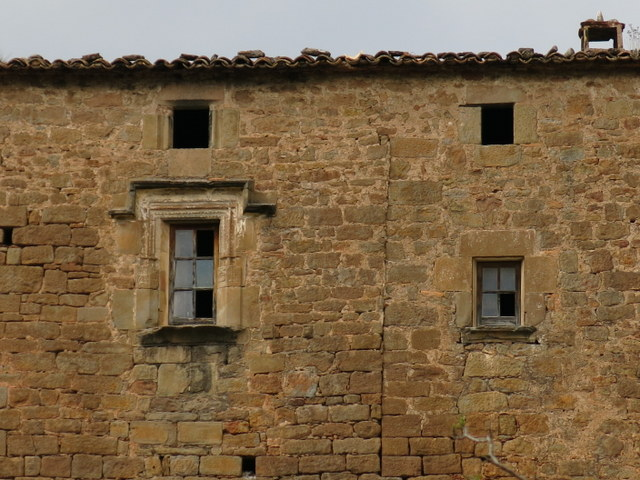
Detall

El segle x, els comtes d'Urgell tenien un palau a Olius, documentat l'any 985 en la donació que feu el prevere Duran d'unes terres i vinyes «in castro Olius». Surt citada en l'Acta de Consagració de l'església de Sant Esteve d'Olius, quan l'any 1002, el comte Ermengol I d'Urgell fa donació d'un alou del castell d'Olius al seu fidel Isarn i en ven un altre pel preu de deu sous. L'any 1029, el comte Ermengol II el Pelegrí feu una escriptura de franquícia i donació a Guillem i a la seva muller Guilla del cens que li corresponia d'un alou del castell d'Olius. L'any 1067 la comtessa Sança, filla del rei Ramir I d'Aragó i vídua d'Ermengol III d'Urgell, reconegué la senyoria del castell d'Olius als comtes de Barcelona, Ramon Berenguer i Almodis.
Passà a ser de la canònica de Solsona per donació del Comte Ermengol VI (1128) i confirmada després per Ermengol VII (1183) i pels Cardona; els bisbes de Solsona ostentaren per això el títol de "marquesos d'Olius" i fou la seva residència estival. El Palau es trobava ja en decadència al segle xvi.

### Canònica de Solsona
El castell d'Olius surt esmentat en un bon nombre de pergamins de l'Arxiu Episcopal de Solsona dels segles XI, XII i XIII, a les vendes i donacions que es realitzaren dins el seu terme i també com a afrontació de béns d'altres llocs. Els bisbes de Solsona ostentaren el títol de marquesos d'Olius.
A finals del segle xi i durant el segle xii, l'església de Solsona s'anava preparant la senyoria i el domini en aquesta contrada. A més de les donacions particulars que rebé, adquirí alous i altres béns del terme d'aquest castell. Així, l'any 1077, el vescomte Ponç I de Cabrera, la seva muller i llur fill Guerau II de Cabrera lliuraren a l'església de Santa Maria de Solsona els alous que posseïen en aquest castell. Se'n descriu l'afrontament: a llevant amb el terme de Besora, a migjorn amb els de Joval i Riner, a ponent amb Solsona i a tramuntana amb els de Lladurs i Vall de Lord. L'any 1079, el bisbe Bernat d'Urgell consagra l'església de Sant Esteve, bastida pels fidels de la zona. En aquella ocasió, «in Castellum Olius veneruntque multitudo copiosa» de clergues, laics i nobles per celebrar la festa.
El comte Ermengol de Mollerussa morí l'any 1102 a mans dels sarraïns, havent fet una disposició testamentària verbal al seu home de confiança Guerau Ponç on expressava la seva voluntat d'ésser enterrat a l'església de Solsona, a la qual llegava el castell d'Olius, juntament amb l'església de Sant Esteve i les seves sufragànies. El seu fill, Ermengol VI, o de Castella, no estant d'acord amb les disposicions del seu pare, infeudà el castell d'Olius a Ponç Guillem l'any 1115 però rectificà el 1128 aprovant la donació que havia fet el seu pare a favor de l'església de Solsona. L'any 1180, el papa Alexandre III, confirmà al prepòsit solsoní Bernat la senyoria de l'església de Solsona al «castrum d'Olius», senyoria confirmada de nou pel papa Climent III vuit anys més tard. A més, el 1185, el prepòsit Bernat compra els drets que hi posseïa el castlà Guillem de Ponç, el qual passà a ésser feudatari de l'església de Solsona.
L'any 1196, Ramon de Torroja (o Tarroja) al seu testament deixa al seu fill Hug tot el que posseïa al castell d'Olius. L'any 1211, en els esposoris de Ramona, germana de Berenguer de Peramola, amb Guillem Arnau de Besora, la núvia aportà un dot de tres mil sous i el nuvi garantia amb el castell de Besora i amb tot el que posseïa als castells d'Olius i de Joval.
L'any 1218, Hug de Torroja declara hereva universal la seva neboda Agnès de Tarroja i llega a Santa Maria de Solsona tot el que posseïa al castell d'Olius. Agnès de Tarroja es casa amb Ramon Folc, fill de Guillem, vescomte de Cardona, el qual havia donat a Santa Maria de Solsona la seva part del castell d'Olius (1235). L'any 1258, el vescomte de Cardona, Ramon Folc VI, dona al monestir de Solsona, els drets que retenia en aquest castell, amb llurs cavallers, homes, per tal d'afermar la cooperació entre els feudataris de l'esmentat monestir.
L'any 1378, en tot el seu àmbit solament hi havia quinze focs, Aquest baix índex de famílies s'atribueix a la pesta negra que delmà la població de la zona. L'any 1588, la contrada d'Olius era coneguda com la quadra d'Olius. Des de feia anys, el castell havia entrat en una fase d'abandonament. També el monestir de Solsona, durant els segles XV i XVI, entrà en franca decadència.